# Classe Edgar Quinet
La dernière classe de croiseurs cuirassés dans la marine française fut la classe Edgar Quinet. Elle résultait du développement du type Ernest Renan.
La ceinture de blindage de 90 à 170 mm allait de 1,40 m sous la ligne de flottaison à 2,30 m au-dessus. Le pont supérieur avait un blindage de 20 à 34 mm et le pont inférieur de 45 à 65 mm. Les tourelles d'artillerie étaient protégées par un blindage de 150 mm.

## Classe Edgar Quinet
| Nom              | Lancement         | Service effectif | Fin de carrière          | Photo |
| ---------------- | ----------------- | ---------------- | ------------------------ | ----- |
| Edgar Quinet     | 21 septembre 1907 | Janvier 1911     | Echoué le 5 janvier 1930 |       |
| Waldeck-Rousseau | 4 mars 1908       | Août 1911        | retiré en 1936           |       |